# Simena joaria
Simena joaria là một loài bướm đêm trong họ Geometridae.